# Ани Спанчева
Ани Спанчева е български политик от БКП, бивш заместник-министър на народната просвета.

## Биография
Родена е на 21 март 1934 г. в София. Завършва ВМЕИ в София. След това започва работа като инженер в завод „Христо Смирненски“ в София. Там става секретар на Комсомолската организация в завода. Впоследствие работи в ДКМС като завеждащ отдел „Работническа младеж“, секретар на Градския комитет на ДКМС в София и на ЦК на ДКМС. От 19 ноември 1966 г. до 1990 г. е кандидат-член на ЦК на БКП. В периода 1968 – 1977 г. е заместник-министър на народната просвета. От 1977 до 1988 г. е председател на Съюза на българските учители. Отделно е член на ръководството на Движението на българските жени и бюрото на Централния съвет на Българските профсъюзи на обществени начала. Член на Общонародния комитет за българо-съветска дружба. През 80-те години е дипломат в посолството на България в СССР, където отговаря за образователното сътрудничество. След 1989 г. е член на БСП.